# Damjan Veltsjev
Damjan Damjanov Veltsjev (Bulgaars: Дамян Дамянов Велчев) (Gabrovo, 20 februari 1883 – Parijs, 25 januari 1954) was een Bulgaars politicus (Militaire Unie, Zveno) en militair. 

## Loopbaan
In 1930 sloot Veltsjev zich aan bij de rechts-autoritaire, grotendeels militaire Zveno ('Schakel'). De Zveno streefde naar een autoritair geregeerd en corporatieve staat. In juni 1934 pleegde de Zveno samen met de Militaire Liga een staatsgreep. Hoewel kolonel Veltsjev de belangrijkste man achter de coup was, koos hij ervoor om op de achtergrond te blijven. Hij benoemde collega-samenzweerder kolonel Kimon Georgiev tot premier. Veltsjev, een republikein, wilde de macht van de koning, Boris III, minimaliseren en hij werkte samen met andere zvenari aan een nieuwe grondwet. Verder streefde Veltsjev, samen met andere zvenari naar een corporatieve samenleving, zoals in het Italië van Mussolini. Premier Georgiev deelde de bevolking op in beroepsgroepen (corporas).
In februari 1935 pleegden leden van de monarchistische vleugel van de Militaire Liga een staatsgreep en generaal Petar Ivanov Zlatev werd minister-president. Veltsjev, Georgiev en andere zvenari vluchtten daarop naar het buitenland.
In het buitenland beraamde Veltsjev samen met generaal Kiril Stantsjev (ook een lid van de Zveno) een nieuwe staatsgreep. In november keerden beide mannen naar Bulgarije terug om de coup ten uitvoer te brengen. Veltsjev, Stantsjev en andere samenzweerders werden opgepakt en ter dood veroordeeld. Koning Boris III was echter een fel tegenstander van de doodstraf en weigerde het doodvonnis te ondertekenen en de straf werd omgezet in levenslang. 
Tijdens de Tweede Wereldoorlog koos Bulgarije voor de zijde van de asmogendheden en vocht kolonel Veltsjev in het Bulgaarse leger. In 1943 sloot hij zich aan bij de verzetsbeweging Vaderlands Front, waar ook de communisten zich bij hadden aangesloten, evenals de sociaaldemocraten, de linkse socialisten, de agrariërs en de Zveno. In september 1944 verklaarde de Sovjet-Unie de oorlog aan Bulgarije en trok het Rode Leger de Bulgaarse grens over. Op 9 september 1944 pleegde het Vaderlands Front een staatsgreep en de regering van Konstantin Vladov Muraviev werd afgezet. Er werd een Vaderland Front-regering gevormd met de kolonels (nu: generaals) Kimon Georgiev als premier en Veltsjev als minister van Defensie. Direct daarop werd een wapenstilstand met de Russen getekend.
In 1946 werd de communistische veteraan Georgi Dimitrov premier en begonnen de communisten de regering te domineren. De communisten voerden een grootscheepse zuivering door in het leger. Als protest trad Veltsjev als minister van Defensie af. Hij werd vervolgens benoemd tot ambassadeur in Zwitserland (1946-47). Na zijn ambtsperiode in Zwitserland weigerde hij naar Bulgarije terug te keren en vroeg hij asiel aan, wat hij ook verkreeg. Later verhuisde hij naar Frankrijk, waar hij in 1954 overleed.